# ویشرکا
ویشرکا (روسی: Вишерка) یک رودخانه در سرزمین پرم کشور روسیه است.